# Commodianus
Commodianus (műk. 250 körül) a legkorábbi ismert keresztény költő.
Életének egy adatai verseiből kutatható ki. Eszerint Gázából származott, és a bibliai könyvek olvasásának hatására tért meg. Minden valószínűség szerint először pogányból zsidó vallású lett, és csak később vette fel a kereszténységet. Megérte, hogy püspökké is választották. 
Fennmaradtak Instructiones adversus gentium deos, pro christiana disciplina és Carmen apologeticum adversus Judeos et Gentes című iratai. Költeményei tartalomra és formára nézve több hibát tartalmaznak, így a szentháromság tanát, és a világnak a szent iratokban megjósolt végét illetően. A versek tartalmát a költemények címe mondja meg, azok formája kezdetleges és hibás.